# Ялова (місто)
Ялова — місто і  район в північно-західній Туреччині, адміністративний центр ілу Ялова. Населення міста — 70 858 осіб, провінції — більше 190 тисяч. Місто розташоване неподалік від Мармурового моря.

## Історія
Перше поселення в районі Ялови з'явилося ще в доісторичний період, орієнтовно 3-го тисячоліття до н. е.; хетти панували тут близько 2-го тисячоліття до н. е., потім область захопили фригійці (біля 1200 р н.е.). Греки заснували тут місто Піфія (грец. Πυθια). В 74 р до н. е. Піфія разом з віфінійським узбережжям переходить під контроль Риму.
Після поділу Римської імперії в 395 році, область залишилася під суверенітетом Візантійської імперії і місто продовжувало іменуватися Піфія. Термальні джерела Піфії часто відвідувалися грецькими імператорами. У пізньому середньовіччі назва Піфія поступово виходить з ужитку, а наступне — Ялова, швидше за все, походить від грецького Ялос — «узбережжя». Тимчасово, з 1070-х і по 1097 область Ялови опиняється під владою турків — Сельджуків. В 1302 році Ялова була однією з перших територій, захоплених у візантійців турками — османами.
У 1912 р тут проживало 14 894 грека, 5000 мусульман і 1000 вірмен.

## Галерея

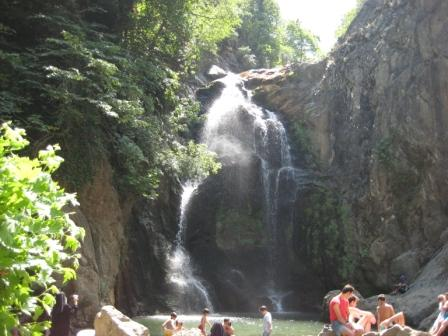
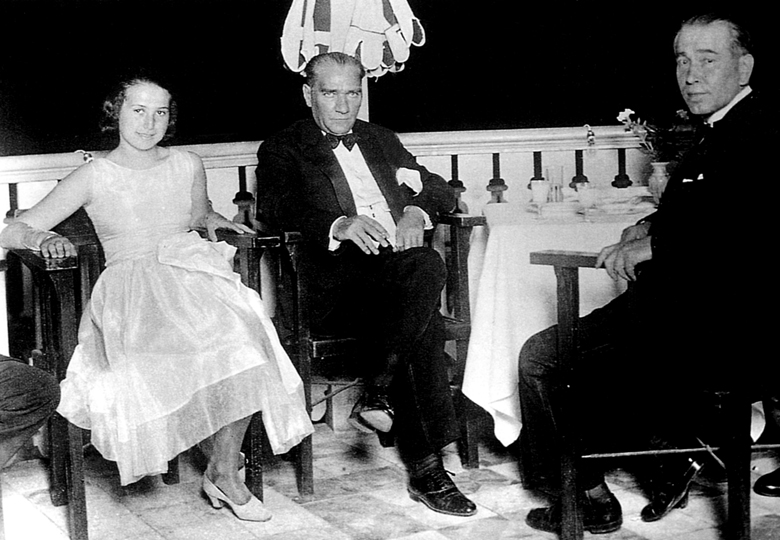

## Відомі жителі
- Менелаос Лундеміс (грец. Μενέλαος Λουντέμης, 1912–1977) — відомий грецький письменник.